# Chapelle-des-Bois
Chapelle-des-Bois è un comune francese di 278 abitanti situato nel dipartimento del Doubs nella regione della Borgogna-Franca Contea.

## Società

### Evoluzione demografica
Abitanti censiti